# Man in the Mirror
Singles de Michael Jackson
The Way You Make Me Feel
(1987) Dirty Diana
(1988)
Pistes de Bad
Another Part of Me
(6) I Just Can't Stop Loving You
(8)
Man in the Mirror est une chanson de Michael Jackson qui apparaît sur l'album Bad(1987). La chanson sort en single en janvier 1988. Titre humaniste reflétant la philosophie de l'artiste, il s'agit du quatrième single extrait de l'album.

## Clip
Le clip de Man in the Mirror est constitué d'images d'archives montrant notamment la famine en Afrique, les funérailles de J.F.K ou encore des personnages historiques comme Adolf Hitler, Martin Luther King Jr., Mère Teresa, Mahatma Gandhi, Nelson Mandela, ou Lech Wałęsa parmi d'autres.
Le vidéoclip figure dans plusieurs compilations (VHS, DVD). Une version de Man in the Mirror avec des extraits de concerts de Michael Jackson apparaît également en introduction du film Moonwalker (1988).

## Interprétation sur scène
Man in the Mirror a été chantée par Michael Jackson pendant les tournées Bad World Tour et Dangerous World Tour et était planifiée au programme de la tournée This Is It.
La chanson a également été interprétée lors de la cérémonie des Grammy Awards 1988.

## Liste des pistes
- 33 tours (12") / CD

1. Man in the Mirror (Single Version) – 5:00
2. Man in the Mirror (Album Version) – 5:19
3. Man in the Mirror (Instrumental) – 5:00

- 45 tours (7")

1. Man in the Mirror (Single Version) - 5:00

- 45 / 33 tours picture disc (Royaume-Uni)[2],[3]

1. Man in the Mirror – 4:55
2. Man in the Mirror (Instrumental) – 4:55

## SingleMan in the Mirror
Audio (CD)
1. Man in the Mirror (Album Version) – 5:19

Vidéoclip (DVD)
1. Man in the Mirror (Official Video) – 5:04

## Crédits
- Écrit et composé par Glen Ballard et Siedah Garrett
- Chants : Michael Jackson, Siedah Garrett, The Winans et Andrae Edward Crouch Choir (chorale)
- Clap (claquement) : Ollie E. Brown
- Guitare : Dan Huff
- Claviers : Stefan Stefanovic
- Synthétiseurs : Glen Ballard and Randy Kerber
- Piano : Greg Phillinganes
- Voix de fonds : Siedah Garrett, The Winans, Andrae Edward Crouch
- Arrangements rythmiques par Glen Ballard et Quincy Jones
- Arrangements des synthétiseurs par Glen Ballard, Quincy Jones et Jerry Hey
- Arrangements vocaux par Andrae Crouch

## Classements
| Classement (1988)                               | Meilleure position |
| ----------------------------------------------- | ------------------ |
| Allemagne (Media Control AG)                    | 23                 |
| Australie (Kent Music Report)                   | 39                 |
| Autriche (Ö3 Austria Top 40)                    | 10                 |
| Belgique (Flandre Ultratop 50 Singles)          | 11                 |
| Belgique (Flandre VRT Top 30)                   | 11                 |
| Canada (RPM 100 Singles)                        | 3                  |
| Canada (RPM Adult Contemporary)                 | 1                  |
| États-Unis (Billboard Hot 100)                  | 1                  |
| États-Unis (Hot Adult Contemporary)             | 2                  |
| États-Unis (Hot Dance Music/Maxi-Singles Sales) | 39                 |
| États-Unis (Hot R&B/Hip-Hop Singles)            | 1                  |
| Irlande (IRMA)                                  | 3                  |
| Italie (FIMI)                                   | 24                 |
| Nouvelle-Zélande (RMNZ)                         | 4                  |
| Pays-Bas (Nederlandse Top 40)                   | 16                 |
| Pays-Bas (Single Top 100)                       | 13                 |
| Pologne (Classements Singles)                   | 7                  |
| Royaume-Uni (UK Singles Chart)                  | 21                 |

| Classement (2008)              | Meilleure position |
| ------------------------------ | ------------------ |
| Royaume-Uni (UK Singles Chart) | 55                 |

| Classement (2009-2010)                    | Meilleure position |
| ----------------------------------------- | ------------------ |
| Australie (ARIA)                          | 8                  |
| Autriche (Ö3 Austria Top 40)              | 17                 |
| Belgique (Flandre Back Catalogue Singles) | 6                  |
| Canada (Hot Canadian Digital Singles)     | 7                  |
| Danemark (Tracklisten)                    | 12                 |
| Espagne (PROMUSICAE)                      | 50                 |
| États-Unis (Hot Digital Songs)            | 2                  |
| Irlande (IRMA)                            | 3                  |
| Norvège (VG-lista)                        | 15                 |
| Nouvelle-Zélande (RMNZ)                   | 9                  |
| Pays-Bas (Single Top 100)                 | 22                 |
| Royaume-Uni (UK Singles Chart)            | 2                  |
| Royaume-Uni (UK R&B Chart)                | 1                  |
| Suède (Sverigetopplistan)                 | 19                 |
| Suisse (Schweizer Hitparade)              | 22                 |

## Récompenses
En 1989, le titre est nommé aux Grammy Awards dans la catégorie Disque de l'année.

## Autres versions
- La chanteuse Céline Dion rend hommage à Michael Jackson en interprétant Man in the Mirror dans son spectacle à Las Vegas en 2011.
- La série Glee a repris cette chanson lors de sa saison 3[31].
- Adam Levine (Maroon 5) et Javier Colon ont repris cette chanson lors de l'émission américaine The Voice en 2011.
- Man in the Mirror fut interprétée par plusieurs artistes en hommage à Michael Jackson au Prix Nobel de la paix en 2009.
- La chanson a été reprise par Kevin Ceballo et arrangée en version salsa sur l'album Unity: The Latin Tribute to Michael Jackson (2015),  produit par Tony Succar.

## Divers
- On retrouve la chanson sur plusieurs compilations du chanteur, dont le premier CD du double album HIStory (1995), The Essential Michael Jackson (2005) ou encore sur This Is It (2009).
- Le titre figure dans la bande originale du film Lego Batman, le film (2017).
- Le stand du personnage Illuso de la partie Golden Wind du manga JoJo's Bizarre Adventure se nomme « Man in the Mirror ».